# Dillo
Dillo ist ein kleiner und schneller freier Webbrowser, der in den Programmiersprache C++ und teilweise C unter Verwendung von FLTK (ab Version 2.0; ehemals GTK1) geschrieben wurde und HTTP sowie HTTPS (mit zusätzlichem Konfigurationsschalter) implementiert.

## Features
Die Binärdatei von Dillo ist mit einer Größe von nur rund 350 KiBi im Vergleich zu anderen Webbrowsern sehr klein. Es müssen daher einige Einschränkungen hingenommen werden: CSS sind zwar ab Version 2.1 implementiert, jedoch fehlt die Unterstützung zur Positionierung von Objekten (floating), weshalb viele Websites ungewöhnlich aussehen. Des Weiteren werden weder JavaScript noch sonstige aktive Elemente, wie z. B. Java-Applets, unterstützt, und auch die Frames-Unterstützung existiert nur sehr rudimentär in Form einer Linkliste zu den einzelnen Frames. Netscape-Plugins, wie zum Beispiel Adobe Flash, werden nicht unterstützt. Dillo verfügt über eine Lesezeichenverwaltung, die Textdateien zum Verwalten der Links verwendet. Außerdem besitzt Dillo einen integrierten Downloadmanager mit Fortschrittsanzeige. Cookies werden auch unterstützt und können vollständig oder nach weißen (seitenbezogen) oder schwarzen Listen aktiviert werden.
Aufgrund der geringen Größe ist Dillo oft der Hauptbrowser bei kleineren GNU/Linux-Distributionen wie Damn Small Linux oder DeLi Linux. Auch in manchen Distributionen für Einplatinencomputer wie dem Raspberry Pi gehört Dillo, aufgrund der vergleichsweise geringen Leistungsfähigkeit der Hardware, zu den standardmäßig installierten Browsern.

## Unterstützte Systeme
Dillo kann auf vielen Betriebssystemen verwendet werden. Hauptsächlich sind dies Unix-Derivate. Es gibt keine offizielle Windows-Version von Dillo, es wurde von den Projekten Dillo-Win32 und D+ Browser portiert. Im Jahr 2011 wurde Dillo auch für DOS portiert: Dillo for DOS.

## Versionsgeschichte
Dillo entstand auf Basis der Browser gzilla und Armadillo. Von letzterem leitet sich auch der Name ab.
Im April 2006 erschien Version 0.8.6 des Browsers. Am 25. Februar 2007 wurde die Entwicklung von Dillo mangels Entwicklungskapazitäten vorerst eingefroren. Im Oktober 2008 wurde allerdings die neue, noch schlankere Version 2.0 mit auf FLTK2 basierender Benutzeroberfläche und Unterstützung von Tabs veröffentlicht. Am 6. September 2011 wurde Dillo 3.0 herausgegeben, das auf FLTK1.3 zurückgreift, da FLTK2 zu einer experimentellen Alpha-Version herabgestuft wurde.